# オープンクラスルーム
オープンクラスルーム(Open Classroom)は、1960年代後半から1970年代に北アメリカで最初に知られるようになった生徒中心型の学習空間(教室)デザインで、21世紀初頭に再度注目されるようになった。「開かれた教室」という呼称をされることもある。

## 理論
オープンクラスルームのアイデアは、さまざまなスキルレベルの学生の大規模なグループが単一の大きなクラスルームに配置され、複数の教師がそれらを監督するというものである。最終的には1部屋の校舎から派生するが、1つの複数学年および複数レベルの教室に200人以上の生徒が含まれるように拡張されることもある。生徒は通常、グループ全体に対して1人の教師が一度に講義するのではなく、その科目のスキルレベルに応じて、科目ごとに異なるグループに分けられる。その後、生徒は小グループで作業して、割り当てられた目標を達成する。ここでは、教師はファシリテーターとインストラクターの両方の役割を果たすことになる。ノースカロライナ大学チャペルヒル校のジェラルド・ウンクス教授を含む特定の教育専門家グループは、特に小さい子どもたちに対してこのシステムが相応しいと主張している。 計画やレイアウトが不十分な場合、教室がオープンであると(大教室に間仕切りの壁がないと)、騒音や換気の問題が発生することがある。「壁なし」で建てられた多くの学校は、さまざまな高さの恒久的な仕切りを設置してから長い間、物理的に開いている教室はますます稀になっている。しかし、多くの場所で、教育技術としてのオープン化という哲学が続いている。ラリー・キューバンは、「流行と呼ぶと、1800年代初頭に最初の税金で支えられた学校が開校して以来、教育の進歩主義者を保守派から分裂させたイデオロギー戦争の別の小競り合いとして、「オープン教室」のより深い意味を見逃すだろう」と述べている。たとえば、ノースカロライナ州シャーロットにあるピエモンテオープン/ IBスクールは、1970年代にシャーロットにある最初の2つのマグネット中学校(マグネットスクール)の1つとして開校された。もう一方のマグネット（「伝統的な」学校）は閉校になったが、ピエモンテスクールは30年たった今も、常に伝統的な物理的な施設に収容された、改良型のオープンスクールとして機能している。

## オープンスペース・スクール
オープンスペース・スクールの概念は、1965年、アメリカ合衆国に、教師が教室の中を随意に動き回ることができるように物理的な壁を取り払った、実験的な小学校の学校建築として導入されたものである。しかし、実際には、これは一般的ではない。なぜなら、教師は社会的慣習に従って、壁がまだあるかのように一斉教授で教えようとするから。さらに、現代のオープンスペース・スクールは、多くの企業環境で使用されている「キュービクルファーム」と同様の方法で、モジュール式の家具を使用して教室を分離する傾向がある。
オープンプランの学校の支持者は、生徒は「個人差に合った方法で学習することを許されるべきである」と主張し、最も効果的な教育および学習戦略により、教師は互いに協力してチームで教えることができるという。机が一列に並んでいる従来の教室の箱は、教師がチームで作業し、「必要な柔軟で多様なグループに生徒を配置する」のに邪魔になっている（Mark、J2001：5）。
バンティングはこれに同意し、「従来の教室は変更する必要がある」と述べ、生徒が所有権を与えるために生徒によって装飾され、教師と同じ場所に配置される一般的なスペースのモデルを提案し、教師と生徒は必要な場合にのみ、特殊なスペースにアクセスするようにスべきと提案している（Bunting、A 2004：11–12）。
クラインは1975年の研究で、不安のレベルが低い3年生は、伝統的な学校よりもオープンスクールの方が創造的であることが判明したという。不安のレベルが高い子供たちは、オープンスペースと伝統的な学校のモデルの間に違いを示さなかった。オープンスペースの学校の生徒は、目新しさと変化の好みでより高いスコアを獲得している。